# Jørgen Gustava Brandt
Jørgen Gustava Brandt (n. 13 martie 1929, Copenhaga, Danemarca – d. 1 decembrie 2006) a fost un poet danez care a scris colecții de poezie, nuvele, eseuri și romane timp de peste 50 de ani.

## Biografie
A debutat în 1949 cu colecția de poezie Korn i Pelegs mark și de atunci a publicat un număr mare de lucrări. De asemenea, a lucrat ca traducător și a fost angajat la Danmarks Radio mai mult de 30 de ani iar, pentru o perioadă, a fost șeful departamentului de dramaturgie al teatrului TV. Din 1969 a fost membru al Academiei Daneze (Det Danske Akademi) până la moartea sa.

## Lucrări scrise
Jørgen Gustava Brandt a publicat printre altele următoarele lucrări:
- Korn i Pelegs mark (poezii – 1949)
- Tjørneengen (poezii – 1953)
- Dragespor (poezii – 1957)
- Janushoved (poezii – 1962)
- Stof (nuvele și povestiri – 1968)
- Digt på min fødselsdag (poezii – 1969)
- Dudigte (Poezii de dragoste – 1971)
- Den finske sømand og andre noveller (1973)
  - Marinarul finlandez și alte povestiri. Povestirea titulară a fost tradusă de Viorica Mircea și a fost publicată în antologia Trenul de noapte - Proză fantastică din 1987
- Her kunne samtale føres (poezii – 1978)
- Hop (poezii – 1982)
- Denne kønne musik (poezii – 1998)
- Urolig meditation i et gammelt fæstningsanlæg (poezii – 1999)
- Kærlighed kan trylle (poezii – 2004)
- Begyndelser (poezii – 2005)

## Premii și finanțări
Jørgen Gustava Brandt a primit un număr mare de premii pentru munca sa, printre care:
- 1958: Helge Rode Legatet
- 1964: Premiul Louisiana
- 1967: Otto Benzons Forfatterlegat
- 1967: Kritikerprisen - Premiul criticii
- 1968: Finanțare pe durata vieții de la Fondul național de artă- Statens Kunstfond
- 1970: Bursa Holger Drachmann
- 1971: Jeanne og Henri Nathansens Mindelegat
- 1975: Medalia Emil Aarestrup
- 1985: Medalia Holberg
- 1992: Premiul Rungstedlund
- 1997: Johannes Ewalds Legat

## Legături externe
- Jørgen Gustava Brandt Arhivat în 13 decembrie 2007, la Wayback Machine. la Bibliografi.dk
- Jørgen Gustava Brandt la Gravsted.dk
- Jørgen Gustava Brandt på Dansk Forfatterleksikon